# ZIGAEXPERIENTIA
「ZIGAEXPERIENTIA」(지가엑스페리엔티아)는 supercell의 3번째 오리지널 앨범이다. 2013년 11월 27일에  Sony Records에서 발매되었다.

## 해설
전작 「Today Is A Beautiful Day」에서 약 2년 8개월 후의 오리지널 앨범.
텔레비전 애니메이션과 애니메이션 영화의 주제가를 중심으로 미발표곡 9곡을 더한 전 15곡을 수록. 덧붙여 주제가 가운데 4곡은 어레인지를 더해 재록됐다.
이번 앨범 제작을 계기로, ryo는 「드롭 D튜닝 등의 새로운 툴이나 음색을 도입해 생각한 것을 곡으로 만들 거나 불평을 말할 수 있게 되었다」라고 말했다.
발매 형태는 「초회 생산 한정반A, B」 「통상반」의 2형태 발매로, 「초회 생산 한정반」에는 미와 시로나 redjuice, huke, 우키 아츠야 등이 새로 쓴 40 페이지가 넘는 풀 컬러 일러스트 소책자와 깔개가 동고되며 각 Blu-ray와 DVD에는 뮤직 비디오가 수록되어 있다.

## 수록곡
CD
（전작사, 작곡, 편곡：ryo）
1. Journey's End [1:49]
2. No.525300887039 [5:56]
3. Mr.Downer [4:11]
4. My Dearest（Album Mix） [5:36]
  - 4매째 싱글. 텔레비전 애니메이션 「길티 크라운」전기 오프닝 테마
5. 종속인간(従属人間) [3:34]
6. 화이트제약(ホワイト製薬) [3:20]
7. 박수갈채가합(拍手喝采歌合) [3:58]
  - 8매째 싱글. 텔레비전 애니메이션 「칼 이야기」노이타미나 판 오프닝 테마
8. Yeah Oh Ahhh Oh! [3:41]
  - 학교 법인 전문학교 HAL CM송
9. 백 번째의 키스(百回目のキス) [4:46]
10. 은색 비행선(銀色飛行船) [7:03]
  - 6매째 싱글. 애니메이션 영화 「표적이 된 학원」오프닝 테마
11. The Bravery（Album Mix） [6:04]
  - 7매째 싱글. MBS, TBS 계 TV 애니메이션 「마기」후기 엔딩 테마
12. 우리들의 발자국(僕らのあしあと)（Album Mix） [7:07]
  - 5매째 싱글. 텔레비전 애니메이션 「블랙★록 슈터」엔딩 테마
13. 고백(告白)（Album MIx） [5:26]
  - 5매째 싱글. 텔레비전 애니메이션 「길티 크라운」후기 엔딩 테마
14. 시간열차(時間列車) [3:56]
15. We're Still Here [5:11]

DVD / Blu-ray（초회생산한정반만）
1. My Dearest
2. 고백
3. 우리들의 발자국
4. 은색 비행선
5. The Bravery
6. 박수갈채가합
7. No.525300887039

## 차트
| 차트（2013년）                                  | 최고위 |
| ----------------------------------------------- | ------ |
| 오리콘                                          | 7      |
| Billboard JAPAN Top Albums                      | 6      |
| 사운드 스캔（초회생산한정반）（Blu-ray Disc부） | 9      |

## 출전
1. ↑  “supercell、約2年半ぶりとなるニューアルバムの発売が決定！”. 《supercell Official Web》. Sony Records. 2013년 10월 4일. 2013년 10월 15일에 원본 문서에서 보존된 문서. 2013년 11월 27일에 확인함.
2. ↑  “BOOM BOOM SATELLITES × supercell対談”. 《CINRA.NET》. 2013년 11월 15일. 2013년 11월 23일에 원본 문서에서 보존된 문서. 2013년 11월 27일에 확인함.
3. ↑  “ZIGAEXPERIENTIA（初回生産限定盤A）”. 《ORICON STYLE》. オリコン. 2013년 12월 5일에 확인함.
4. ↑  “Billboard JAPAN HOT 100 2013/12/09 付け”. 《Billboard JAPAN》. 阪神コンテンツリンク. 2013년 12월 5일에 확인함.
5. ↑  “週間 CDソフト TOP20 シングル ランキング TOP20 2013年11月18日〜2013年11月24日 調査分”. 《Phile-web》. 音元出版. 2013년 12월 17일에 원본 문서에서 보존된 문서. 2013년 12월 5일에 확인함.